# POLR1C
POLR1C (англ. RNA polymerase I subunit C) – білок, який кодується однойменним геном, розташованим у людей на короткому плечі 6-ї хромосоми. Довжина поліпептидного ланцюга білка становить 346 амінокислот, а молекулярна маса — 39 250.
| 10         |  | 20         |  | 30         |  | 40         |  | 50         |
| ---------- |  | ---------- |  | ---------- |  | ---------- |  | ---------- |
| MAASQAVEEM |  | RSRVVLGEFG |  | VRNVHTTDFP |  | GNYSGYDDAW |  | DQDRFEKNFR |
| VDVVHMDENS |  | LEFDMVGIDA |  | AIANAFRRIL |  | LAEVPTMAVE |  | KVLVYNNTSI |
| VQDEILAHRL |  | GLIPIHADPR |  | LFEYRNQGDE |  | EGTEIDTLQF |  | RLQVRCTRNP |
| HAAKDSSDPN |  | ELYVNHKVYT |  | RHMTWIPLGN |  | QADLFPEGTI |  | RPVHDDILIA |
| QLRPGQEIDL |  | LMHCVKGIGK |  | DHAKFSPVAT |  | ASYRLLPDIT |  | LLEPVEGEAA |
| EELSRCFSPG |  | VIEVQEVQGK |  | KVARVANPRL |  | DTFSREIFRN |  | EKLKKVVRLA |
| RVRDHYIFSV |  | ESTGVLPPDV |  | LVSEAIKVLM |  | GKCRRFLDEL |  | DAVQMD     |

A: Аланін

C: Цистеїн

D: Аспарагінова кислота

E: Глутамінова кислота

F: Фенілаланін

G: Гліцин

H: Гістидин

I: Ізолейцин

K: Лізин

L: Лейцин

M: Метіонін

N: Аспарагін

P: Пролін

Q: Глутамін

R: Аргінін

S: Серин

T: Треонін

V: Валін

W: Триптофан

Кодований геном білок за функцією належить до фосфопротеїнів. 
Задіяний у таких біологічних процесах, як транскрипція, ацетилювання, альтернативний сплайсинг. 
Локалізований у ядрі.